# Conmensurabilidad (astronomía)
En astronomía, dos objetos en órbita, como por ejemplo planetas, satélites, o asteroides, presentan una conmensurabilidad si el cociente de sus respectivos períodos orbitales puede escribirse bajo la forma de un número racional.
Por ejemplo, los períodos de revolución de Neptuno y de Plutón son conmensurables: su resonancia orbital es de 2:3.
Otro ejemplo, los exoplanetas Gliese 876 b y Gliese 876 c son conmensurables con una relación orbital de 2:1.